# Valdemar Psilander

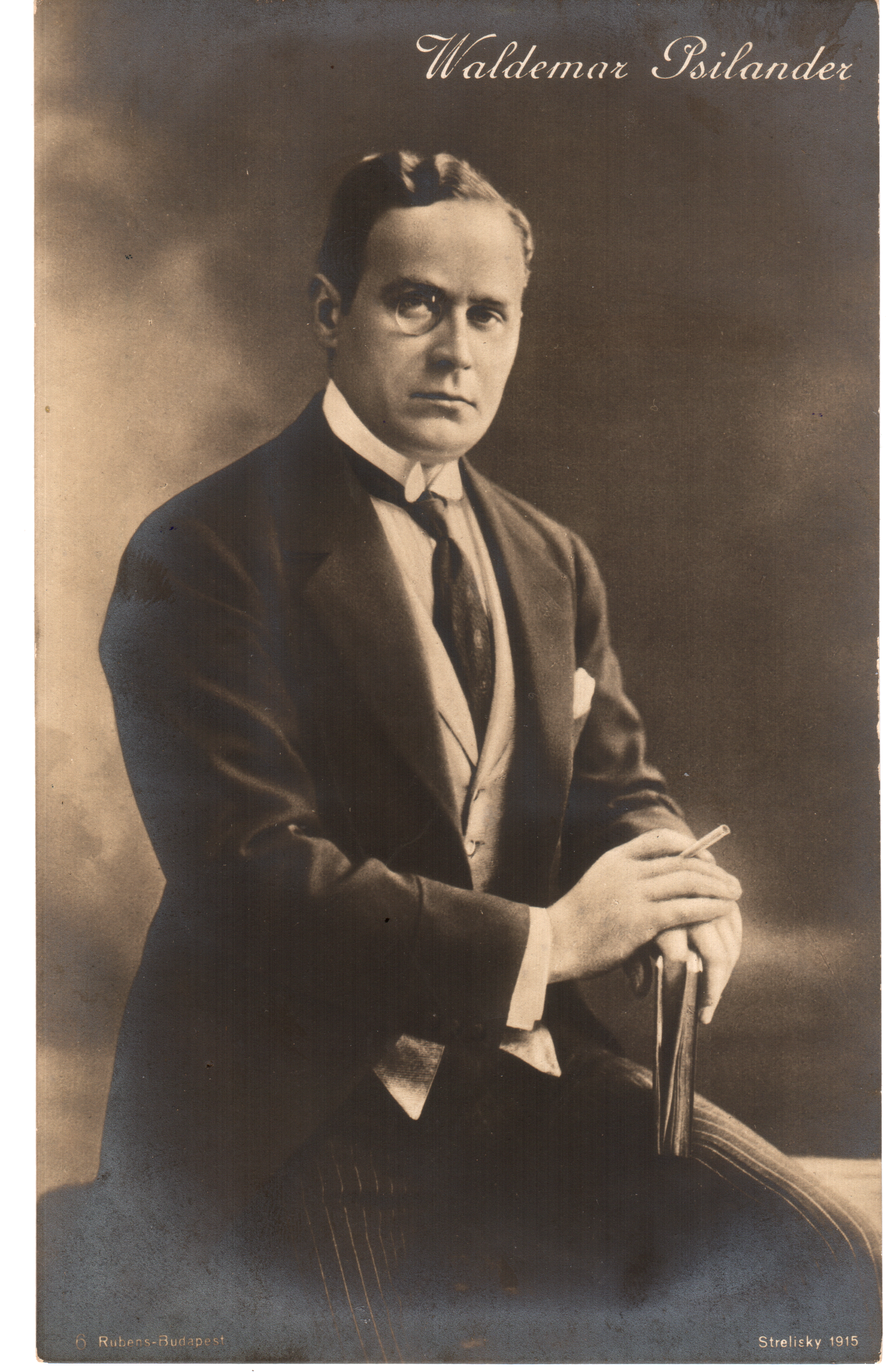
Valdemar Psilander en 1915

Valdemar Psilander (9 de mayo de 1884-6 de marzo de 1917) fue un actor cinematográfico de nacionalidad danesa, activo en la época del cine mudo, el intérprete mejor pagado y más relevante de la era dorada del cine danés.

## Biografía

### Inicios
Su nombre completo era Valdemar Einar Psilander, y nació en Copenhague, Dinamarca. La familia de Psilander era originaria de Grecia (uno de sus antepasados se llamaba Psilandros), emigrada primero a Suecia y después a Dinamarca. A los 15 años de edad fue empleado como aprendiz de actor en el Teatro Casino de Copenhague, actuando también  en los Teatros Frederiksberg y Dagmar en 1909. Sin embargo, sus actuaciones teatrales no fueron relevantes.

### Carrera en el cine
Psilander debutó en el cine en el otoño de 1910 con Dorian Grays Portræt, film de una pequeña productora, Regia Kunst Film. Inmediatamente fue contratado por Nordisk Film para actuar en la película de August Blom Ved Fængslets Port. Su carismática interpretación le valió el favor de la crítica, y pasó a ser el actor mejor pagado de Nordisk. Dos años después fue elegido el actor más popular en diferentes encuestas llevadas a cabo por revistas cinematográficas. En el transcurso de los siguientes seis años, Psilander actuó en un total de 83 cintas.
En 1911, Nordisk Film tenía una buena reputación internacional y una amplia red de distribución, pero fueron los filmes de Psilander la punta de lanza de sus ventas. Así, fue especialmente famoso entre el público alemán, húngaro y ruso.  Entre sus películas más destacadas figuran Evangeliemandens Liv, dirigida por Holger-Madsen, y Klovnen, de A.W. Sandberg, que se estrenó después de su muerte. El sueldo de Psilander llegó a lo más alto en 1915, ganando 100 000 coronas anuales. Como comparación, el siguiente actor mejor pagado, Olaf Fønss, obtenía 14 000 coronas anuales. Sin embargo, en 1916 Nordisk Film hubo de prescindir de sus servicios al considerar como inaceptables sus exigencias salariales. Estaba planeando una película como productor independiente, con el sello Psilander-Film, de la cual llegó a rodar algunas escenas con Clara Wieth, cuando falleció.

### Vida personal
Valdemar Psilander estuvo casado con la actriz Edith Buemann, de la que se divorció en 1916. Él fue encontrado muerto el 6 de marzo de 1917, a los 32 años de edad, en su suite del Hotel Bristol de Copenhague. La causa oficial de la muerte fue un paro cardiaco. Sin embargo, circularon rumores sobre el suicidio como causa de la muerte. Fue enterrado en el Cementerio de Taarbæk.

## Filmografía
- 1910 : Dorian Grays Portræt, de Axel Strøm
- 1911 : Balletdanserinden, de August Blom
- 1911 : Det bødes der for, de August Blom
- 1911 : En Lektion, de August Blom
- 1911 : Den sorte drøm, de Urban Gad
- 1911 : Ved fængslets port, de August Blom
- 1911 : Livets Løgn, de August Blom
- 1911 : Hendes Ære, de August Blom
- 1911 : Det mørke Punkt, de August Blom
- 1911 : Ungdommens Ret, de August Blom
- 1911 : Mormonens Offer, de August Blom
- 1911 : Den farlige alder, de August Blom
- 1912 : Dødsspring til Hest fra Cirkuskuplen, de Eduard Schnedler-Sørensen
- 1912 : Det gamle Købmandshus, de August Blom
- 1912 : Dødsangstens Maskespil, de Eduard Schnedler-Sørensen
- 1912 : Tropisk Kærlighed, de August Blom
- 1912 : Operabranden, de August Blom
- 1912 : Den Stærkeste, de Eduard Schnedler-Sørensen
- 1912 : Den Undvegne, de August Blom
- 1912 : Onkel og Nevø, de August Blom
- 1912 : Vor Tids Dame, de Eduard Schnedler-Sørensen
- 1912 : Den sorte Kansler, de August Blom
- 1912 : Den glade Løjtnant, de Robert Dinesen
- 1912 : Livets Baal, de Eduard Schnedler-Sørensen
- 1912 : For aabent Tæppe, de August Blom
- 1912 : Jernbanens Datter, de August Blom
- 1913 : Lykken svunden og genvunden, de Hjalmar Davidsen
- 1913 : Elskovs Magt, de August Blom
- 1913 : Amerikansk Skoleskib, de Eduard Schnedler-Sørensen
- 1913 : En Hofintrige, de August Blom
- 1913 : Strejken paa den gamle Fabrik, de Robert Dinesen
- 1913 : Fødselsdagsgaven, de August Blom
- 1913 : Skandalen paa Sørupgaard, de Hjalmar Davidsen
- 1913 : Højt Spil, de August Blom
- 1913 : Guldmønten, de August Blom
- 1913 : Hvem var Forbryderen?, de August Blom
- 1913 : Flugten gennem Luften, de August Blom
- 1913 : En Bryllupsaften paa Hotel
- 1913 : Et Skud i Mørket, de Eduard Schnedler-Sørensen)
- 1913 : Karnevallets Hemmelighed, de Leo Tscherning
- 1913 : Scenen og Livet, de Robert Dinesen
- 1913 : Gæstespillet, de Eduard Schnedler-Sørensen
- 1913 : Hustruens Ret, de Leo Tscherning
- 1913 : Nellys Forlovelse, de Eduard Schnedler-Sørensen
- 1913 : Skæbnens Veje, de Holger-Madsen
- 1914 : Elskovsleg, de Holger-Madsen y August Blom
- 1914 : Expressens Mysterium, de Hjalmar Davidsen
- 1914 : Arbejdet adler, de Robert Dinesen
- 1914 : Fra Mørke til Lys, de Hjalmar Davidsen
- 1914 : Fangens Søn, de Hjalmar Davidsen
- 1914 : Et Læreaar, de August Blom
- 1914 : Grev Dahlborgs Hemmelighed, de Eduard Schnedler-Sørensen
- 1914 : Et vanskeligt Valg, de Holger-Madsen
- 1915 : Evangeliemandens Liv, de Holger-Madsen
- 1915 : En Opstandelse, de Holger-Madsen
- 1915 : Kærlighedens Triumf, de Holger-Madsen
- 1915 : Revolutionsbryllup, de August Blom
- 1915 : Godsforvalteren, de Hjalmar Davidsen
- 1916 : Pro Patria, de August Blom
- 1916 : Giftpilen, de August Blom
- 1916 : Mumiens Halsbaand, de Robert Dinesen
- 1916 : I Livets Brænding, de Holger-Madsen
- 1916 : Du skal elske din Næste, de August Blom
- 1916 : En Æresoprejsning, de Holger-Madsen
- 1916 : Børnevennerne, de Holger-Madsen
- 1916 : Det stjaalne Ansigt, de Holger-Madsen
- 1916 : Manden uden Fremtid, de Holger-Madsen
- 1917 : Klovnen, de A.W. Sandberg
- 1917 : Favoriten, de Robert Dinesen
- 1917 : Krigens Fjende, de Holger-Madsen
- 1917 : Kærligheds-Væddemaalet, de August Blom
- 1917 : Hjertekrigen paa Ravnsholt, de Robert Dinesen
- 1918 : Sfinxens Hemmelighed, de Robert Dinesen
- 1918 : Lykken, de Holger-Madsen
- 1918 : En Fare for Samfundet, de Robert Dinesen
- 1918 : Hendes Hjertes Ridder, de Robert Dinesen
- 1918 : Luksuschaufføren, de Robert Dinesen
- 1918 : For sit Lands Ære, de August Blom
- 1918 : Lydia, de Holger-Madsen
- 1919 : Hvorledes jeg kom til Filmen, de Robert Dinesen
- 1919 : Kærlighedsleg, de A.W. Sandberg
- 1919 : Den Æreløse, de Holger-Madsen
- 1919 : Rytterstatuen, de A.W. Sandberg
- 1919 : Hans store Chance, de Hjalmar Davidsen
- 1920 : Prinsens Kærlighed, de Martinius Nielsen
- 1920 : Det døde Skib, de A.W. Sandberg
- 1920 : En Skuespillers Kærlighed, de Martinius Nielsen